# Bathymicrops multispinis
Bathymicrops multispinis – gatunek ryby skrzelokształtnej z rodziny Ipnopidae.

## Występowanie
Występuje w środkowo-zachodniej części Oceanu Spokojnego.

## Środowisko
Jest rybą głębinową występującą na głębokości 5440 m.